# 브렐리 에반스

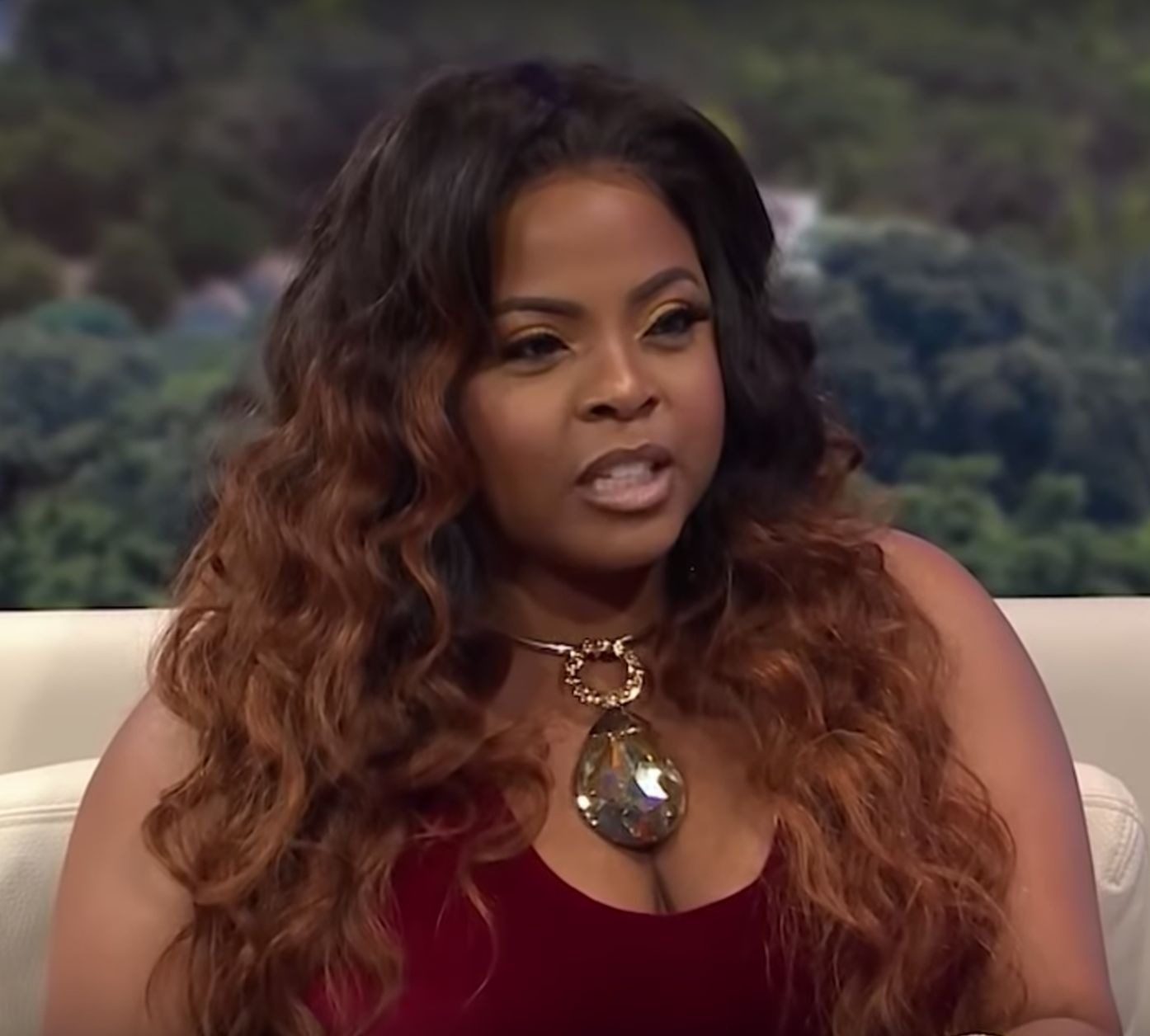

브렐리 에반스(Brely Evans, 1972년 12월 9일 ~ )는 미국의 배우, 텔레비전 배우, 영화배우, 가수, 희극 배우이다.
오클랜드에서 태어났다.

## 영화
- 72시간 (2015년)
- 더 맨 인 3B (2015년)
- 포 러브 오어 머니 (2014년)
- 리바이벌! (2014년)
- 블랙 커피 (2014년)
- 컴 온 맨 (2012년)
- 노트 투 셀프 (2012년)
- 스파클 (2012년)
- 쿡아웃 2 (2011년)
- 히즈 마인 낫 유어스 (2011년)
- 저스트 라이트 (2010년)
- 아웃라잇터스 (2008년)